# サイエンスアイ
『サイエンスアイ』は、1996年4月6日から2002年3月30日までNHK教育テレビで放送された教養番組である。

## 概要
視聴者が知ってなるほどと思える現代社会の情報と先端科学技術の情報を分かりやすく伝えることをコンセプトにした。

## 放送時間
いずれも日本標準時である。別の時間帯での再放送あり。
- 土曜日 23:00 - 23:44 （1996年4月6日 - 1999年4月3日） - 1998年3月までは毎月第4土曜日にこの時間帯で『教育トゥデイ』を放送。
- 土曜日 21:00 - 21:44 （1999年4月10日 - 2000年3月25日）
- 土曜日 23:30 - 日曜日 0:14 （2000年4月1日 - 2002年3月30日）

## 出演者

### 司会
- 山口勝
- 三井ゆり（1996年度 - 1999年度）
- 中森友香（2000年度 - 2001年度）

### レギュラーコメンテーター
- 冨田勝
- 佐倉統

## 関連書籍
- 宇宙デジタル図鑑 NHKサイエンスアイ（2000年4月、編集：NHK科学番組部、出版社：日本放送出版協会、ISBN 4-14-080507-2）
- サイエンスアイのにっぽん名物研究室（2001年4月25日、編集：NHKサイエンスアイ、出版社：河出書房新社、ISBN 4-309-50219-9）